# Cabinet Drees/Van Schaik
 (septembre 2023).
Si vous disposez d'ouvrages ou d'articles de référence ou si vous connaissez des sites web de qualité traitant du thème abordé ici, merci de compléter l'article en donnant les références utiles à sa vérifiabilité et en les liant à la section « Notes et références ».
Royaume des Pays-Bas
Beel I Drees I
Le cabinet Drees-Van Schaik est le gouvernement des Pays-Bas du 7 août 1948 au 15 mars 1951, sous la direction du Premier ministre Willem Drees et du Vice-Premier ministre Josef van Schaik. Il rassemble des membres du Parti travailliste (PvdA), du Parti populaire catholique (KVP), du Parti populaire libéral et démocrate (VVD), de l'Union chrétienne historique (CHU), ainsi que deux indépendants.
Cette coalition dispose de 76 % des sièges à la deuxième chambre du parlement. Cette large majorité est nécessaire pour le changement de constitution requis pour permettre l'indépendance des Indes orientales néerlandaises et la création de l'Indonésie en décembre 1949. Une intervention militaire est certes prévue en 1948, mais est interrompue en raison de la pression internationale. En 1951, le gouvernement chute à la suite du rejet d'une motion du Parti populaire libéral et démocrate. Toutefois, il n'y a pas de nouvelles élections et le nouveau gouvernement, le Cabinet Drees I, regroupe les mêmes partis.

## Composition
| Ministère                                                                                                | Titulaire | Titulaire | Parti |
| --- | --------- | --- | ----- |
| Premier ministre Ministre des Affaires générales                                                         |           | Willem Drees | PvdA  |
| Vice-Premier ministre Ministre de la Future structure du Royaume                                         |           | Josef van Schaik | KVP   |
| Ministre des Affaires étrangères                                                                         |           | Dirk Stikker | VVD   |
| Ministre de la Justice                                                                                   |           | René Wikers (jusqu'au 15 mai 1950) Johannes Henricus van Maarseveen (jusqu'au 10 juillet 1950) Teun Struycken         | KVP   |
| Ministre des Affaires intérieures                                                                        |           | Johannes Henricus van Maarseveen (jusqu'au 15 juin 1949) Josef van Schaik (jusqu'au 20 septembre 1949) Frans Teulings | KVP   |
| Ministre de l'Éducation, des arts et des sciences                                                        |           | Theo Rutten | KVP   |
| Ministre des Finances                                                                                    |           | Pieter Lieftinck | PvdA  |
| Ministre de la Guerre                                                                                    |           | Wim Schokking (jusqu'au 16 octobre 1950)                                                                              | CHU   |
| Ministre de la Guerre                                                                                    |           | Hans s'Jacob | Ind.  |
| Ministre de la Flotte                                                                                    |           | Wim Schokking (jusqu'au 16 octobre 1950)                                                                              | CHU   |
| Ministre de la Flotte                                                                                    |           | Hans s'Jacob | Ind.  |
| Ministre de la Reconstruction et du Logement                                                             |           | Joris in 't Veld | PvdA  |
| Ministre des Transports, des Travaux publics et de la Gestion de l'eau                                   |           | Josef van Schaik (jusqu'au 1er novembre 1948)                                                                         | KVP   |
| Ministre des Transports, des Travaux publics et de la Gestion de l'eau                                   |           | Derk Spitzen | Ind.  |
| Ministre de l'Economie                                                                                   |           | Jan van den Brink | KVP   |
| Ministre de l'Agriculture, de la Pêche et de l'Alimentation                                              |           | Sicco Mansholt | PvdA  |
| Ministre des Affaires sociales                                                                           |           | Dolf Joekes | PvdA  |
| Ministre de l'Outre-Mer Ministre des Affaires syndicales et des Provinces d'outre-mer (27 décembre 1949) |           | Maan Sassen (jusqu'au 14 février 1949) Johannes Henricus van Maarseveen                                               | KVP   |
| Ministre des Affaires budgétaires des Indes néerlandaises                                                |           | Lubbertus Götzen | Ind.  |

## Sources
- (en) Cet article est partiellement ou en totalité issu de l’article de Wikipédia en anglais intitulé « Drees–Van Schaik cabinet » (voir la liste des auteurs).